# László Horváth (calciatore)
László Horváth (Sándorfalva, 3 settembre 1901 – Budapest, 3 luglio 1981) è stato un calciatore ungherese, di ruolo attaccante.

## Carriera

### Club
Ha giocato nel III. Kerületi e nel Ferencvárosi Torna Club. Con il III. Kerületi divenne capocannoniere della Nemzeti Bajnokság I 1926-1927, segnando 14 reti.

### Nazionale
Horváth giocò nell'amichevole disputata a Budapest il 20 agosto 1926 contro la nazionale polacca, incontro che fu vinto dagli ungheresi per 4 a 1, ed in cui segnò uno rete.

## Statistiche

### Cronologia presenze e reti in Nazionale
| Cronologia completa delle presenze e delle reti in nazionale ― Ungheria | Cronologia completa delle presenze e delle reti in nazionale ― Ungheria | Cronologia completa delle presenze e delle reti in nazionale ― Ungheria | Cronologia completa delle presenze e delle reti in nazionale ― Ungheria | Cronologia completa delle presenze e delle reti in nazionale ― Ungheria | Cronologia completa delle presenze e delle reti in nazionale ― Ungheria | Cronologia completa delle presenze e delle reti in nazionale ― Ungheria | Cronologia completa delle presenze e delle reti in nazionale ― Ungheria |
| Data                                                                    | Città                                                                   | In casa                                                                 | Risultato                                                               | Ospiti                                                                  | Competizione                                                            | Reti                                                                    | Note                                                                    |
| ----------------------------------------------------------------------- | ----------------------------------------------------------------------- | ----------------------------------------------------------------------- | ----------------------------------------------------------------------- | ----------------------------------------------------------------------- | ----------------------------------------------------------------------- | ----------------------------------------------------------------------- | ----------------------------------------------------------------------- |
| 20/08/1926                                                              | Budapest                                                                | Ungheria                                                                | 4 – 1                                                                   | Polonia                                                                 | Amichevole                                                              | 1                                                                       |                                                                         |
| Totale                                                                  |                                                                         | Presenze                                                                | 1                                                                       |                                                                         | Reti                                                                    | 1                                                                       |                                                                         |